# Shinano-gawa
Pour les articles homonymes, voir Shinano et Chikuma.
fleuve Chikuma
Le fleuve Shinano (信濃川, Shinano-gawa) est le plus long cours d'eau japonais avec ses 367 kilomètres de long. Son bassin n'est pas le plus grand du Japon mais occupe la troisième place avec ses 11 900 km2. Le cours d'eau est aussi appelé fleuve Chikuma (千曲川, Chikuma-gawa) dans la préfecture de Nagano.

## Géographie
Le Shinano prend sa source au mont Kobushi. Il rencontre la rivière Sai dans la partie sud de la ville de Nagano. Ce point de confluence, désigné par le toponyme Kawanakajima (川中島, littéralement « l'île au milieu des rivières »), est aussi l'endroit présumé de la bataille de Kawanakajima. Ce cours d'eau se jette ensuite dans la mer du Japon à Niigata.
En 1922, le fleuve a été canalisé ; ce canal se nomme Ōkōzu bunsuiro (大河津分水路) et a pour but d'éviter les inondations à Niigata. Il permet en outre l'irrigation de champs de riz dans la région de cette même ville.

## Notoriété
Le nom Chikuma a été donné à deux croiseurs de la Marine impériale japonaise : Chikuma (1938) et Chikuma (1911).
L'astéroïde (13679) Shinanogawa a également été nommé en référence au fleuve.